# Janice (Gorzów Wielkopolski)
Janice – dzielnica Gorzowa Wielkopolskiego położona w jego wschodniej części. Można tutaj dojechać autobusami MZK Gorzów linii 122, 113 i 114.

## Infrastruktura
Dzielnica jest dobrze skomunikowana z resztą miasta. Niedawno oddana do użytku po trwającym prawie pół roku remoncie ul. Podmiejska posiada teraz dwa pasy ruchu. Na skrzyżowaniu ulic Podmiejskiej i Pomorskiej wybudowano Rondo Solidarności. W dzielnicy swą siedzibę mają: Wojewódzki ośrodek ruchu drogowego, Instytut Meteorologii i Gospodarki Wodnej, Oddział Celny Gorzów oraz Radiowy Ośrodek Nadawczy RON Podmiejska. 
Główne ulice dzielnicy to: 
- Podmiejska
- Sybiraków
- Warszawska
- Krańcowa
- Sadowa
- Korsaka
- Żniwna
- Grochowa
- Krzywa

## Przyroda
W Janicach położony jest Park Leśny Czechówek.